# Methanofollis
Methanofollis (лат.) — род архей из семейства Methanomicrobiaceae порядка Methanomicrobiales.

## Биологическое описание
Неподвижный грамотрицательный облигатный анаэроб. Мезофил, образует метан. Клетки неправильной кокковидной формы, диаметром 1,25—2,00 мкм. Основные липиды — фосфолипиды, гликолипиды и фосфогликолипиды. Поглощают H2/CO2, формиаты, 2-пропанол/CO2, 2-бутанол/CO2 для роста и метаногенеза. На катаболических субстратах, таких как ацетаты, триметиламин, метанол, этанол, 2-пропанол, изобутанол и 2-бутанол, рост обнаружен не был.

## Условия обитания
Растёт при температурах 20—45 °C (оптимальная температура 34—40 °C), pH около 7.

## Геном
Геном Methanofollis пока не был расшифрован. GC-состав ДНК составляет приблизительно 60 %.

## Классификация
На июнь 2017 года в род включают 5 видов:
- Methanofollis aquaemaris Lai and Chen 2001
- Methanofollis ethanolicus Imachi et al. 2009
- Methanofollis formosanus Wu et al. 2005
- Methanofollis liminatans (Zellner et al. 1990) Zellner et al. 1999
- Methanofollis tationis (Zabel et al. 1986) Zellner et al. 1999typus